# Жан Дибифе
Жан Дибифе (фр. Jean Dubuffet; Авр, 31. јул 1901 — Париз, 12. мај 1985) је био француски сликар, графичар и вајар Art brutа.

## Биографија
Уметност је студирао кратко у Паризу 1918. године. Више пута је прекидао стваралаштво. Тек од 1942. искључиво се посвећује уметности. Одбацује западњачку уметничку традицију. Као спонтани вид уметничког изражавања прихвата уметност деце и психички оболелих. Инспирисан овим ствара маске и фигуре у виду привидно наивних, нажврљаних цртежа. Користио је мноштво различитих материјала. 
Површине својих слика декорисао је гипсом, лепком, асфалтом а даљу инспирацију налазио је у њиховим текстурама. Током такозване Hourloupe фазе од 1962. до 1974. године његове слике представљале су међусобно уплетене линије. Његово дело извршило је снажан утицај на уметност након 1945. године.